# Jelvachauri
Jelvachauri (en georgiano: ხელვაჩაური) es un pueblo de Georgia ubicado en el suroeste de la república autónoma de Ayaria, siendo capital del municipio homónimo pero siendo parte del área metropolitana de Batumi. 

## Toponimia
El nombre del pueblo de Jelvachauri deriva de la familia Jelvachadze.

## Geografía
Jelvachauri está situada en la orilla derecha del río Choroji, 8 km sureste de Batumi. 

## Historia
Entre 1968 y 2011 Jelvachauri fue un asentamiento de tipo urbano (daba), pero debido a los cambios en las fronteras municipales, la mayor parte de la ciudad fue absorbida por el municipio de la ciudad de Batumi y Jelvachauri fue degradado a pueblo. Esto significa que el municipio de Jelvachauri se gobierna desde 2011 desde el territorio de otro municipio, Batumi. La parte restante de Jelvachauri que quedó dentro del municipio de Jelvachauri cae administrativamente bajo la comunidad de Sharabidze.
Desde finales de la década de 1980, la población local de Jelvachauri ha tenido que hacer frente a un grave problema medioambiental. De hecho, una planta de producción de asfalto produce un humo contaminante visible a simple vista. El 5 de julio de 2005, representantes del departamento de Protección Ambiental de Ayaria visitaron la ciudad para analizar el problema, pero no hicieron más que sancionar a una fábrica con una multa de 60 laris.
En mayo de 2008, Jelvachauri formaba parte de un grupo de 39 municipios georgianos en los que se cancelaron las elecciones parlamentarias después de observarse “violaciones graves”. Tras numerosas protestas de la oposición parlamentaria, estas elecciones no se repitieron en Jelvachaouri hasta noviembre y diciembre de 2008.
Durante la guerra ruso-georgiana en 2008, la fuerza aérea rusa bombardeó varios objetivos cerca de Jelvachauri, incluida una base militar que había sido devuelta por el ejército ruso un año antes. Hasta finales de 2007, la duodécima base militar de Rusia estaba ubicada en Batumi y Jelvachauri.

## Demografía
La evolución demográfica de Jelvachauri entre 1923 y 2014 fue la siguiente:
| 310                                             | 2874 | 3238 | 5104 | 6143 | 1085 |
| (Fuente: Population of Georgia in Soviet times) |      |      |      |      |      |

Según el censo de 2014, los georgianos constituían el 99,72% de la población local y los rusos, el 0,18%.